# Nyomtatott áramkör
A nyomtatott áramkör olyan elektronikus áramkör, melynek alkatrészei nyomtatott huzalozású lemezre vannak szerelve. Az egy hordozón kialakított áramkör lehet egy önálló áramkör, vagy egy nagyobb rendszer része. Utóbbi esetben azt modulnak, vagy ha a kialakítása olyan,– azaz kártyacsatlakozással rendelkezik – akkor kártyának is nevezik. A nyomtatott áramkör központi eleme a hordozó lemez, melybe jellemzően forrasztással szerelik be az alkatrészeket. A szerelés technológiája lehet furatszerelt, vagy felületszerelt, illetve vegyes. Az alkatrészek jellemzően a panel egyik oldalán helyezkednek el, ezt az oldalt nevezik alkatrész oldalnak. A furatszerelt technológiából adódik, hogy a másik oldal a forrasztási oldal. Az elnevezések megmaradtak a felületszerelt technológia elterjedésével is, függetlenül attól, hogy ilyenkor a forrasztás és az alkatrész ugyanazon az oldalon található. A felületszerelt nyomtatott áramkörök forrasztási oldalán vagy csak huzalozás van, vagy még az se. Nagy integráltságú nyomtatott áramkörök esetén a hordozó mindkét oldalán lehetnek alkatrészek. Ilyenkor nehéz megállapítani, hogy melyik az áramkör alkatrész-, és melyik a forrasztási oldala – ez csak a terv dokumentációból derül ki.
A nyomtatott áramkör készítése a nyomtatott huzalozású lemez legyártásával kezdődik. Az elkészült hordozókra az alkatrészek beültetése történhet kézi forrasztásos módszerrel, vagy automatizált ültető gépekkel. Automatizált beültetés esetén a forrasztás technológiától függően történhet hullámforrasztással, szelektív forrasztással, vagy forrasztókemencében. Forrasztókemencéből nem csak nagyüzemi, hanem kifejezetten prototípusok készítésére szánt változat is létezik. Ilyenkor a forrasztópasztát diszpenzerrel szokták felvinni a NYÁK lemezre, majd az alkatrészeket egyszerűen csipesszel a helyükre rakják. Ezt követően a kemencében az összes alkatrész egyszerre beforrasztódik.